# Bernhard Schulte Berge
Bernhard Schulte Berge (* 28. September 1955 in Kamen) ist ein deutscher Generalmajor a. D. Er war in letzter Verwendung stellvertretender Kommandeur und Chef des Stabes im Zentrum Luftoperationen in Kalkar.

## Leben
Bernhard Schulte Berge trat 1974 in die Bundeswehr ein und absolvierte in Roth in der 5. Kompanie des Luftwaffenausbildungsregiment 3 seine Grundausbildung, an die sich von 1974 bis 1975 die Offizierausbildung an der Offizierschule der Luftwaffe in Neubiberg anschloss. Von 1975 bis 1978 studierte Schulte Berge an der Hochschule der Bundeswehr in Hamburg Wirtschafts- und Organisationswissenschaften, danach wechselte er als Radarleitoffizier zum Control and Reporting Centre (CRC) nach Uedem.
Von 1986 bis 1988 nahm er am 31. Generalstabslehrgang der Luftwaffe an der Führungsakademie der Bundeswehr teil, bevor er als Stabsoffizier beim Militärischen Abschirmdienst (MAD) in der MAD-Gruppe III in Düsseldorf eingesetzt wurde. Es folgte eine Verwendung als Dezernatsleiter beim Luftflottenkommando in Köln von 1991 bis 1993 sowie als Referent beim Bundesministerium der Verteidigung im Führungsstab der Streitkräfte in Bonn bis 1994.
Von 1994 bis 1997 führte er als Kommandeur die Radarführungsabteilung 23 in Lauda-Königshofen an. 1997 wurde Schulte Berge Referent der Deutschen Vertretung der NATO in Brüssel. Von 1999 bis 2001 war er als Lehrgangsleiter des 44. Generalstabslehrgang erneut an der Führungsakademie tätig, bevor er als Abteilungsleiter wiederum zum Militärischen Abschirmdienst ins MAD-Amt nach Köln wechselte.
Nach weiteren Stabstätigkeiten als Referatsleiter im Bundesministerium der Verteidigung im Führungsstab der Streitkräfte und der Luftwaffe von 2003 bis 2008 führte Schulte Berge seine nächste Verwendung wiederum nach Brüssel als Abteilungsleiter der Ständigen Deutschen Vertretung der NATO (2008–2011) bzw. als Abteilungsleiter der Ständigen Deutschen EU-Vertretung (2011–2014).
Von Oktober 2014 bis 29. März 2018 war er Stellvertreter des Kommandeurs und Chef des Stabes Zentrum Luftoperationen und wurde auf diesem Dienstposten 2015 zum Generalmajor befördert. Im März 2018 übergab er diesen Dienstposten an Generalmajor Walter Huhn und trat zum Ende des Monats nach 44 Dienstjahren in Ruhestand.
Bernhard Schulte Berge ist verheiratet.